# Daytona USA: Championship Circuit Edition
Daytona USA: Championship Circuit Edition es un juego de carreras de Sega, diseñado específicamente para Sega Saturn. Lanzado en 1996, es una versión revisada y extendida de Daytona USA original, y fue desarrollado por el mismo equipo que supervisó el puerto de Saturn del Sega Rally Championship, utilizando una versión modificada del motor Sega Saturn de Sega Rally Championship.
Esta versión se lanzó originalmente en Europa y América del Norte, con algunas modificaciones realizadas en el lanzamiento posterior de Japón. Las mejoras con respecto a la versión original de Sega Saturn de Daytona USA incluyen una reducción drástica en la ventana emergente, mayor tasa de cuadros por segundo (ahora treinta cuadros por segundo), una nueva selección de autos, dos nuevas pistas, un modo de 2 jugadores, compatibilidad con el 3D de Saturn panel de control analógico y volante de Arcade Racer, y un modo fantasma. El lanzamiento europeo no presenta las "barras negras" en la parte superior e inferior de la pantalla que están presentes en la mayoría de los juegos PAL de la era; la caja cuenta con "nuevos gráficos de pantalla completa".
También se lanzó por separado para Saturn como un título compatible con Netlink, titulado Daytona USA: CCE Netlink Edition.

## Pistas
Esta es la primera versión de Daytona USA para nombrar las tres pistas presentes en el juego original, en lugar de utilizar Principiante, Avanzado y Experto. "Three Seven Speedway" (pista para principiantes), "Dinosaur Canyon" (pista avanzada) y "Seaside Street Galaxy" (pista para expertos). El juego también presenta dos nuevos circuitos, "National Park Speedway" y "Desert City". Daytona USA Deluxe para PC también agrega un sexto circuito, "Silver Ocean Causeway".

## Autos
El equipo de carreras que aparece en la versión arcade de Daytona USA y el puerto de Saturn se llama Team Hornet. Aunque el equipo no se menciona explícitamente en los juegos, su auto cuenta con un logo reconocible de avispa estampado en la parte delantera del auto. Desde Daytona USA: Championship Circuit Edition en adelante, sin embargo, el garaje disponible del Team Hornet se redujo a un auto jugable junto con los autos de otros equipos de carreras. 
El equipo Hornet y su auto no aparecen en el juego. En cambio, hay una serie de autos individuales seleccionables, cada uno con el nombre de su respectivo equipo de carreras:
- Hornet (Normal, auto número 19): el auto Hornet tiene un índice de agarre de 3/5, un índice de aceleración de 3/5 y un índice de velocidad máxima de 2/5, por lo que es un todo terreno.
- Gallop (Normal, auto número 27) - El carro Gallop tiene estadísticas idénticas al carro Hornet, por lo que es otro todoterreno.
- Max (Principiante, auto número 2): el auto Max tiene un índice de adherencia de 5/5, un índice de aceleración de 5/5, pero una velocidad máxima de 1/5. Esto lo convierte en un automóvil ideal para un recorrido con muchos rincones, como Desert City. También tiene la capacidad de correr bien en áreas de pasto y arena.
- Phoenix (Experto, auto número 8): el auto de Phoenix tiene un índice de agarre de 1/5, pero tiene una calificación de 5/5 por su capacidad de aceleración y velocidad máxima.
- Oriole (Experto, número de auto 16) - El auto Oriole es una versión atenuada del Phoenix, con un índice de agarre de 2/5, y un índice de aceleración y velocidad máxima de 4/5.
- Magic (Experto, auto número 33): el auto Magic tiene un índice de agarre de 3/5, un índice de aceleración de 2/5 y un índice de velocidad máxima de 3/5, por lo que es un cruce entre el coche Hornet y el Oriole coche.
- Wolf (Principiante, auto número 41): este auto tiene un índice de adherencia de 4/5, un índice de aceleración de 5/5, pero una velocidad máxima de 1/5, lo que hace que este auto sea idéntico al Max, además de tener un agarre más débil.
- Balance (Normal, número de vehículo 99): el vehículo Balance tiene un índice de adherencia de 5/5, un índice de aceleración de 1/5 y un índice de velocidad máxima de 4/5. Este auto se desempeña bien en cursos largos y rectos, como Seaside Street Galaxy o National Park Speedway.

Hay un noveno coche llamado Daytona que se puede desbloquear al terminar en el primer lugar en las cinco pistas, o mediante un código de trucos. El automóvil de Daytona usa el estilo de la carrocería, el esquema de pintura y el número de automóvil del automóvil presentado en el Daytona USA original. Sin embargo, tiene una calificación de 5/5 en las categorías de agarre, aceleración y velocidad máxima, lo que significa que no manejará lo mismo que el automóvil clásico. También hay dos caballos que se pueden desbloquear y jugar, llamados Uma y Uma 2.
Todos los autos tienen pegatinas de patrocinador en el costado que leen "Sega Rally Championship", ya que el juego se realizó en el mismo departamento. Daytona USA: Circuit Edition también cuenta con especificaciones ficticias para el auto Hornet como parte de la carátula del CD. El carro tiene 4903 mm de largo, 1273 mm de alto y 1730 mm de ancho. Pesa 1600 kg y es capaz de alcanzar velocidades de hasta 329 km / h. La potencia de salida de su motor es de 812ps / 5800rpm.

## Banda sonora
La banda sonora de Richard Jacques y Jun Senoue, aunque presentaba remezclas de las melodías originales y varias nuevas, no incluía las melodías originales en sí mismas.
La lista de pistas de Daytona USA: Championship Circuit Edition es la siguiente:
- Sons of Angels - "Tema de introducción" Compuesto por Jun Senoue (guitarra) y con Eric Martin (voz).
- The King Of Speed - Circuito: "Three Seven Speedway", un remix hecho por Richard Jacques del tema original de Daytona USA compuesto por Takenobu Mitsuyoshi (teclados, voces).
- Pounding Pavement - Circuito: "Desert City", un remix realizado por Jun Senoue del tema original de Daytona USA compuesto por Takenobu Mitsuyoshi (teclados, voces).
- Let's Go Away - Circuito: "Dinosaur Canyon", un remix realizado por Jun Senoue del tema original de Daytona USA compuesto por Takenobu Mitsuyoshi.
- Sky High - Circuito: "Seaside Street Galaxy", un remix del tema original de Daytona USA compuesto por Takenobu Mitsuyoshi.
- The Noisy Roars of Wilderness - "Tema final" Curso: "National Park Speedway".
- Race to the Bass - "Tema exclusivo" eliminado de Daytona USA CCE compuesto por Richard Jacques.
- The American Dream - "Tema de repetición e intro" compuesto por Jun Senoue (guitarra) y con Eric Martin (voz).
- Daytona USA Medley - "Edición de circuito japonés y versión para PC solamente".
- Funk Fair - "Tema exclusivo" compuesto por Richard Jacques.
- Gentlemen Start Your Engines - "Tema del menú principal y opciones" compuesto por Tomonori Sawada.

Cualquiera de los temas del circuito se puede asignar a otro circuito a través del menú de opciones. Daytona USA: Circuit Edition también presenta los temas de arcade originales de Daytona USA, que también se pueden asignar a los circuitos.

## Desarrollo
Después de terminar la versión de Saturn del Sega Rally Championship, el equipo de desarrollo planeaba realizar una conversión de Saturn de Indy 500, pero debido a la demanda de los fanáticos, emprendieron Daytona USA: Championship Circuit Edition. El trabajo en el juego comenzó en marzo de 1996.
En respuesta a las numerosas quejas de los fanáticos de que la banda sonora original de Daytona USA no era apropiada para un juego de carreras, el compositor interno de Sega Europe, Richard Jacques, recibió la tarea de volver a mezclar las canciones originales, junto con músicos de Sega Japan y Sega America.
El juego conservó la característica "Dancing Jeffry" del Seaside Street Galaxy del Daytona USA original. Jeffry es uno de los personajes principales de Virtua Fighter; una estatua de él fue creada en el circuito como una característica secundaria.

## Recepción
Al revisar la versión de Saturn en GameSpot, Tom Ham llamó Championship Circuit Edition "una secuela muy impresionante que mejora en gran medida el original". En particular, elogió el modo de dos jugadores, la alta velocidad de cuadros, la casi ausencia de ventanas emergentes y las dramáticas secuencias de choque. Rich Leadbetter de Sega Saturn Magazine también quedó impresionado con las características gráficas, pero se opuso firmemente al hecho de que los autos no manejan lo mismo que hicieron en las versiones arcade y Saturn de Daytona USA. Encontró la música desigual y el modo de dos jugadores plagado por recortar en las tres pistas originales, y concluyó: "Quita el equipaje de Daytona y esencialmente tienes un juego de carreras diferente que es muy divertido de jugar, se ve absolutamente fantástico, tiene cinco "pistas de as, capacidades de dos jugadores y un montón de durabilidad ... Es una pena que la genialidad de juego que hizo a Saturn Daytona USA tan grande (a pesar de sus debilidades gráficas) no esté aquí de ninguna manera, forma o forma".  Johnny Ballgame, de GamePro, lo consideró "una secuela sólida" y un corredor fuerte en términos absolutos, pero llegó a la conclusión de que los dueños de Saturn deberían obtener Andretti Racing, ya que la versión de Saturn se lanzaba en las tiendas al mismo tiempo y tiene un número mucho mayor. de pistas.